# Stéphane Mandelbaum
Stéphane Mandelbaum (* 8. März 1961 in Brüssel, Belgien; † im Dezember 1986, aufgefunden im Januar 1987 bei Namur, Belgien) war ein belgischer Künstler. Er war hauptsächlich als Zeichner tätig.

## Leben und Wirken
Mandelbaum entstammte einem jüdisch-armenischen Elternhaus. Seine Familie väterlicherseits war aus Polen eingewandert und sein Großvater war Überlebender des Holocaust. Sein Vater Arié Mandelbaum war selbst ein bekannter Künstler bzw. Maler und Kunstlehrer und seine Mutter (Pili Mandelbaum) als Illustratorin tätig, somit kam er aus einem Künstlerhaushalt.
Mit 9 Jahren wurde bei Stéphane eine Legasthenie festgestellt, die die Familie zwang, ihn auf  eine Sonderschule zu schicken, wo er Schreiben nach Hören lernte. In diesem Alter gab es bereits eine erste kleine Ausstellung von Werken des hochbegabten Jungen.
Von 1976 bis 1979 besuchte er die Kunsthochschule von Brüssel, mit Besuchen von Abendkursen in Aktmalerei. Auch besuchte er regelmäßig Museen und Schlachthöfe.
Einige Zeit lebte er in Watermael-Boitsfort. 1978 ging er nach Italien, wo er in Venedig, Florenz, Pietrasanta und Ostia Museen besuchte. 1979 erfolgte der Wechsel an die Kunsthochschule, die von seinem Vater geleitet wurde. Er lernte Jiddisch. 1980 gewann er den Kunstpreis Trait Couleur Volume. 1981 nahm er an ersten Gemeinschaftsausstellungen teil. 1982 folgten weitere Teilnahmen an Gemeinschaftsausstellungen.
1984 heiratete er die Kongolesin Claudia Bissiono-Nagliema – es war eine Scheinehe – und adoptierte ihre Tochter. Es folgten Illustrationen zu Gedichten des jüdisch-russischen Dichters Perez Markisch in Magazinen. 1985 folgten erste kleinere Einzelausstellungen in Brüssel und Veurne.
Das Jahr 1986 ist eines seiner bedeutendsten, denn es begann mit einer Reise in das Dorf seiner Frau im früheren Zaire, wo er versuchte, als Händler von Masken und afrikanischer Kunst Fuß zu fassen. Das Vorhaben scheiterte.
Am 1. Dezember 1986 verschwand er spurlos; sein Vater erhielt ein Fax aus Larnaka, sein Sohn befinde sich in einem Gefängnis in Beirut. Tatsächlich wurde Mandelbaum aber im Dezember ermordet, Kinder fanden Anfang Januar 1987 seine Leiche beim Spielen in einer Höhle in der Nähe von Namur. Die Autopsie ergab, dass der Künstler mit einem Gegenstand niedergeschlagen, mit zwei Kopfschüssen getötet und sein Gesicht verätzt wurde, damit es nicht mehr würde rekonstruiert werden können. Zu diesem Zeitpunkt war er 25 Jahre alt.
Der Fall gehört bis heute zu den bekannten Cold-Cases in Belgien. Über die näheren Umstände ist nichts bekannt, man weiß nur, dass Mandelbaum, der unter großer Geldnot litt, weil er keine Kunst verkaufen konnte, an einem Einbruch in Brüssels besseren Kreisen beteiligt war, wo er an dem Diebstahl eines Gemäldes des Malers Amedeo Modigliani teilgenommen hatte. Später stellte sich das Gemälde als Fälschung heraus.

## Die Kunst des Stéphane Mandelbaum
In seiner rund elfjährigen Schaffenszeit hinterließ der Künstler mehrere hundert Gemälde, viele davon Porträts. So wurden die Familie wie auch prominente Persönlichkeiten, ob lebend oder bereits verstorben, Teil seiner Kunst.
Vielfach wird seine Kunst, die sich nicht ganz eindeutig bestimmen lässt, der Art Brut zugeordnet, die wohl am ehesten in Frage kommt.
Zu den Prominenten, die er porträtierte, gehörten Gamal Abdel Nasser, Luis Bunuel, Pier Paolo Pasolini, Pierre Goldman, Arthur Rimbaud, Ernst Röhm, Joseph Goebbels, Francis Bacon.
Das Werk von Mandelbaum ist durch eine Affinität für das Außenseiterische geprägt, so gehörten Bordelle und Teile der Halb- und Unterwelt zu den bevorzugten Motiven. Pornographie und Obszönität waren dem Künstler in seinen Zeichnungen nicht fremd, er wollte die Außenseiter, die Verachteten, die Hässlichen, die Schwierigen, die Exzentriker, die am Rande der Gesellschaft lebenden Menschen einfangen. Er hatte eine große Passion für diese Motivik. Ebenfalls gibt es eine große Antibürgerlichkeit in seinem Werk.
Er war hauptsächlich als Zeichner tätig, von kleinen Zettelchen bis zu überlebensgroßen Motiven war dies die von ihm bevorzugte Technik. Er arbeitete vornehmlich mit Kugelschreiber, Ölfarbe, Blei- und Buntstift. Viele Zeichnungen sind auch Collagen aus Zeitungsartikeln und Magazinen, sie sind mit Versen oder Text-Versatzstücken in Jiddisch, Italienisch, Deutsch, Wallonisch oder Französisch versehen.
Ein ganz spezielles Markenzeichen seiner Kunst waren Kartoffelnasen, die er den Gezeichneten in diversen Porträts aufsetzte, ganz gleich, ob sie in der Realität eine hatten oder nicht.
Während er malte, hörte er zumeist traditionelle jüdische Musik.
Die Auseinandersetzung mit dem Holocaust, dem Judentum, dem in seiner ganzen Brutalität wahrgenommenen belgischen Kolonialismus oder mit dem Rassismus waren ebenfalls bevorzugte Themen, die damals nicht auf der allgemeinen Kunstagenda standen.
Als Vorbilder galten gerade in der ersten Schaffenszeit die bei Exkursionen in Museen für sich entdeckten Maler Vincent van Gogh, Rembrandt und Jacques-Louis David.
Das Centre Pompidou in Paris veranstaltete 2019 eine Retrospektive des Werkes mit rund 100 Gemälden, 2022 folgte das Museum für Moderne Kunst in Frankfurt am Main ebenfalls mit einer Retrospektive, der ersten in Deutschland.

## Wesen, Charakter und Persönlichkeit
Mandelbaum galt als äußerst schwieriger Mensch, der in der kurzen Lebenszeit stets auf der Suche nach Identität und sich selbst gewesen war. Der Künstler gehörte fünf Minderheiten an; so war er Jude, Legastheniker, Kleinkrimineller, Künstler und Homosexueller.
Oft verwob er Wahrheit und Dichtung und stellte sich als großen Kriminellen dar, der er nicht war, und präsentierte diverse von ihm angegebene Diebstähle, die er niemals begangen hatte. Sogar in seinem Tagebuch log er über verschiedene Ereignisse seines Lebens. Er verkehrte in der Halb- und Unterwelt Brüssels, wo er viele seiner Modelle traf und kennenlernte. Auch im Nachtleben der Metropole war er häufig zu Gast. Die schwersten Taten waren kleine Diebstähle oder Einbrüche, für die er offenbar aber nie zur Rechenschaft gezogen oder niemals gefasst wurde.
Mandelbaum war belesen und verschlang vor allem Bücher über jüdische Geschichte und japanische Kunst und schlief zeitlebens nur sehr wenig.